# Steve Beshear

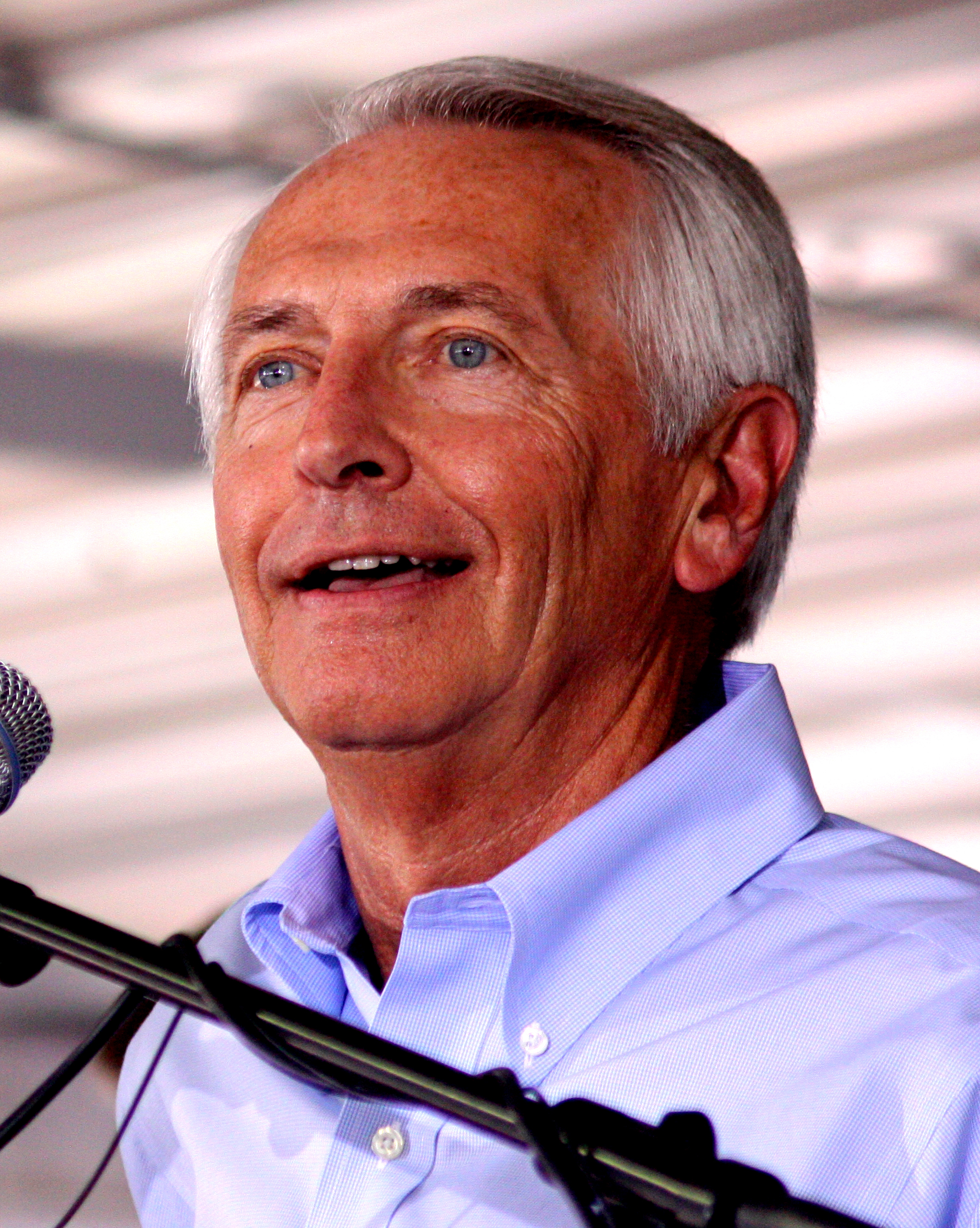
Steve Beshear (2010)

Steven Lynn „Steve“ Beshear (* 21. September 1944 in Dawson Springs, Hopkins County, Kentucky) ist ein US-amerikanischer Politiker. Er war von 2007 bis 2015 Gouverneur des US-Bundesstaates Kentucky. Beshear ist Mitglied der Demokratischen Partei.

## Familie, Ausbildung und Beruf
Beshear entstammt einer religiösen Familie. Nach seiner Schulzeit besuchte Beshear die University of Kentucky, wo er die Grade des Bachelor und anschließend des Master in Rechtswissenschaften erhielt. Zwischen 1969 und 1975 war er Soldat in einer Reserveeinheit der US Army. Nach dem Ende seiner Militärzeit wechselte er in die Politik und war nebenbei als Rechtsanwalt tätig.
Beshear und seine Frau Jane haben zwei Kinder. Der Sohn Andy (geboren 1977) wurde im November 2015 zum Attorney General Kentuckys gewählt. Im November 2019 besiegte Andy den republikanischen Amtsinhaber Matt Bevin und wurde Gouverneur von Kentucky.

## Politische Laufbahn

### Aufstieg in Kentucky
Zwischen 1974 und 1979 war Beshear Abgeordneter im Repräsentantenhaus von Kentucky. Der nächste Schritt erfolgte 1980, als er zum Generalstaatsanwalt (Attorney General) seines Staates gewählt wurde. Dieses Amt übte er bis 1983 aus. In dieser Funktion setzte er sich sehr für den Verbraucherschutz ein. Sein Aufstieg setzte sich 1983 mit seiner Wahl zum Vizegouverneur unter Martha Layne Collins fort. Ein Versuch, 1987 selbst zum Gouverneur gewählt zu werden, scheiterte allerdings in den Vorwahlen. Nach diesem Rückschlag widmete er sich zunächst den Klienten seiner erfolgreichen Anwaltskanzlei.
Im Jahr 1996 kandidierte Beshear erfolglos für einen Sitz im Senat der Vereinigten Staaten. Mit 42,8 Prozent der Stimmen unterlag er dem republikanischen Amtsinhaber Mitch McConnell.
Zwanzig Jahre nach seinem letzten Versuch, Gouverneur zu werden, gewann Beshear am 6. November 2007 gegen den Amtsinhaber Ernie Fletcher die Gouverneurswahlen in Kentucky. Am 11. Dezember 2007 trat er sein Amt an; im Jahr 2011 erreichte er gegen den Präsidenten des Staatssenats, David L. Williams, mit 56 Prozent der Stimmen eine zweite Amtszeit. Bei der nächsten Wahl im November 2015 durfte er aufgrund einer Amtszeitbeschränkung nicht erneut antreten. Zu seinem Nachfolger wurde der Republikaner Matt Bevin gewählt. Beshears Mandat lief im Dezember des Jahres aus.

### Bible-Park-Kontroverse
Beshear gab seine Zustimmung, einen Bibel-Themenpark mit staatlichen Mitteln zu unterstützen. Die Organisation Americans United for Separation of Church and State protestierte gegen den Plan und behauptete, Beshear würde die staatliche Neutralität gegenüber der Kirche verletzen.

### Erwähnung in einer Negativ-Liste
Die Organisation Citizens for Responsibility and Ethics in Washington, die eine Liste mit den korruptesten Politikern der USA anfertigt, wählte Beshear unter die Top 20, da sie ihm vorwarf, dass er der Bergbauindustrie erlaubt habe, unzulässigen Einfluss auf die Politik zu nehmen.